# Brachycentrus nigrosoma
Brachycentrus nigrosoma är en nattsländeart som först beskrevs av Banks 1905.  Brachycentrus nigrosoma ingår i släktet Brachycentrus och familjen bäcknattsländor. Inga underarter finns listade i Catalogue of Life.